# Brouwerij De Bourgogne
Brouwerij De Bourgogne is een voormalige brouwerij-stokerij te Eernegem.

## Geschiedenis
De eerste vermelding is een kleine stokerij die toe behoorde aan Antonius Cools en ermee ophield in 1815. In 1863 werden nieuwe gebouwen gebouwd door Adophe Denduyver-Stael die rond 1872 aangevuld met een cichoreifabriek gebouwd. In 1887 kocht Desiré Roelens-Vanthournout  deze gebouwen als brouwerij die dezelfde naam, "De Bourgogne", genoemd werd. De brouwactiviteiten werden gestaakt rond de Tweede Wereldoorlog en de gebouwen werden vanaf 1967 als manege gebruikt.

## Gebouwen[3]
Het woonhuis bestaat uit twee bouwlagen onder ene zadeldak en heeft een zijgevel waar het opschrift "Bourgognehof" te lezen staat. Links daarvan liggen de voormalige brouwerijgebouwen die bestaan uit twee bouwlagen onder een zadeldak en is verbonden met een grote rechthoekige poortdoorrit. 
Twee bouwvolumes staan loodrecht op de straat. Aan de overzijde van de gekasseide binnekoer staat een baksteengebouw van één bouwlaag onder ene zadeldak.